# Krombach (Eichsfeld)
Krombach é um município da Alemanha localizado no distrito de Eichsfeld, estado da Turíngia.  Pertence ao verwaltungsgemeinschaft de Ershausen/Geismar.